# Andre Luiz de Souza Silva
Andre Luiz de Souza Silva (Rio de Janeiro, 17 september 1974), ook wel kortweg Biju genoemd, is een voormalig Braziliaans voetballer.